# جی. هاوارد مور
جی. هاوارد مور (انگلیسی: J. Howard Moore; ۴ دسامبر ۱۸۶۲ – ۱۷ ژوئن ۱۹۱۶) نویسنده، جانورشناس، و فیلسوف اهل ایالات متحده آمریکا بود. جی. هاوارد مور به‌طور گسترده در مورد زیست‌شناسی، تکامل و بی خدایی نوشت و سخنرانی کرد. او مدرک دکتری گرفت. در رشته جانورشناسی از دانشگاه شیکاگو در سال ۱۹۰۲، و به تدریس در چندین دانشگاه از جمله دانشگاه نورث وسترن و دانشگاه میشیگانادامه داد.
مور یکی از مدافعان برجسته طبیعت‌گرایی علمی بود که معتقد بود همه پدیده‌های جهان را می‌توان از طریق علل و قوانین طبیعی توضیح داد، نه مداخله الهی. او علیه تبیین‌های مذهبی و فراطبیعی دربارهٔ منشأ حیات و جهان بحث می‌کرد و منتقد سرسخت خلقت‌گرایی و طراحی هوشمندانه بود.
از جمله کتاب‌های مور می‌توان به «تکامل جدید: زوژنز»، «اصول زیست‌شناسی» و «جهان و زندگی» اشاره کرد. او همچنین مقالات و مقالات متعددی برای مجلات علمی و فلسفی و همچنین نشریات عمومی نوشت.
کار مور در زمان حیاتش بحث‌برانگیز بود و امروز هم ادامه دارد. در حالی که برخی او را به دلیل رویکرد عقل گرایانه و تجربه گرایانه اش به علم و فلسفه ستوده‌اند، برخی دیگر او را به دلیل بی خدایی شدید و رد ابعاد معنوی و اخلاقی وجود انسان مورد انتقاد قرار داده‌اند.